# Conus sulculus
Conus sulculus é uma espécie de gastrópode do gênero Conus, pertencente a família Conidae.